# 我也反对我的恋爱
《我也反对我的恋爱》（韓語：나도 반대하는 나의 연애）為韩国tvN計畫播出的浪漫愛情劇。《太阳的后裔》、《孤单又灿烂的神－鬼怪》、《Sweet Home》系列的导演李应福执导，《春夜》編劇金恩執筆。剧情主要讲述洪济妃与金泰京这对初恋情人重逢后的故事。

## 劇情概要
這是一部講述與前戀人重逢是熟悉的戀愛的延續，還是未知的戀愛開始的故事。

## 演员阵容

### 主要人物
| 演员 | 角色   | 介绍                                                                                       |
| ---- | ------ | ------------------------------------------------------------------------------------------ |
|      | 洪济妃 | 幼兒園教師。明知道這不是真的，但無法離開泰京的身邊。                                       |
|      | 金泰京 | 一個本能的、人性的、出乎意料的公正的人。就像10年前第一次見到济妃的那天一樣，再次墜入愛河。 |

## 制作

### 選角
2023年9月根據媒體報導《喜欢的话请响铃》的高旻示与《二十五，二十一》的崔显旭演員有望担任此剧主演。双方经纪公司均表明演员在收到出演提案后正在讨论是否接演此剧。2023年10月據報導表示，演員崔显旭近因日程問題而未能出演新劇《我也反對我的戀愛》。
2023年11月，演員李鍾碩收到了新劇《我也反對我的戀愛》製作組的邀請，正在積極考慮出演男主角。2023年12月，據媒體報導李鍾碩和高旻示未能出演李應福導演的新作品。後續報導，演員李鍾碩因電影拍攝等行程問題決定不出演，製片方Studio Dragon則駁回了高旻示退出該劇的消息，並補充道：「目前正在從多方面討論劇集編排，選角工作正在進行中。製作流産的消息也不是真的。」